# Janka Djagileva
Janka Stanislavovna Djagileva (rusko: Янка Станиславовна Дягилева), ruska pesnica in pevka, * 4. september 1966, Novosibirsk, † domnevno 9. maj 1991, Novosibirsko območje.
Bila je pevka in avtorica besedil punk-rock skupine »Graždanskaja oborona«, »Velikie Oktjabri« in drugi. Bila je ena najbolj prepoznavnih predstavnic sibirske alternativne glasbe konec osemdesetih let 20. stoletja. Tematika njenih pesmi je bila pogosto depresija in nihilizem.

## Biografija
Že v šolskih letih je pisala pesmi.Leta 1984 je vstopila v Novosibirski inštitut inženirjev vodnega transporta. Bila je članica političnega ansambla AMIGO. V drugem letu je zapustila študij. V 1986 letu ji je zaradi raka umrla mati, naslednje leto pa se je spoznala z  Igorjem Letovym in se priključila njegovi skupini »Graždanskaja oborona«. V januarju 1988 je izšel prvi album »Ne položeno«. Od 1988 do 1990 sta Janka in njena skupina Gdaždanskaja oborona potovala po državi, imeli so koncerte v Leningradu (današnji Sankt Peterburg), Talinu in na Krimu. Po tem so se vrnili v Tjumen. V novembru 1990 so bili zadnji koncerti Janke.
Umrla je v maju 1991 v ne do konca pojasnjenih okoliščinah. Uradna razlaga je bila utopitev po nesreči. Nekateri domnevajo, da je storila samomor, drugi menijo tudi, da je bila umorjena. 
Djagileva je hitro  postala popularna v sovjetski alternativni glasbeni sceni. Ni rada dajala intervjujev, odklonila je izdajo zgoščenke pri »Melodiji«, prav tako ni mnogo video posnetkov. Še bolj je postala prepoznavna po svoji smrti.

## Diskogafija
- 1988 - Ne polozheno
- 1988 - Deklassirovannim elementam
- 1988 - Live in Kurgan
- 1989 - Prodano!
- 1989 - Krasnogvardeyskaya (Live in Moscow)
- 1989 - Live in Kharkov (Ukrajina)
- 1989 - Domoi!
- 1989 - Angedonia
- 1990 - Yanka & Grazhdanskaya Oborona live in MEI
- 1991 - Styd i Sram
- 2009 - Angedonia

## Spomin
- Po besedah brata Jegora Letova, je pesen skupine Graždanskaja oborona »Ofelija« posvečena Janki.
- Leta 2011 je z udeležbo Stanislava Ivanoviča Djagileva, očeta Janke, bil v Novosibirsku organiziran koncert v čast 45-letnici rojstva Janke.
- Leta 2014 so na njeni rojstni hiši postavili spominsko ploščo.
- Leta 2014 je izšel dokumentarni film o prvih letih »Graždanske oborone« Zdorobo i večno, kjer je del filma posvečena Janki.
- Istega leta je izšel film Vladimirja Kozlova »Sledy na snegu« o sibirskem punku, kjer je prav tako del filma posvečena Janki.